# Berkel-Westpolder (métro de Rotterdam)
Berkel-Westpolder est une station de la ligne E du métro de Rotterdam. Elle est située, sur l'Asserweg, à Berkel en Rodenrijs dans la commune Lansingerland, au sud de La Haye et au nord de Rotterdam, au Pays-Bas.
Mise en service en 2008, dans le cadre du projet RandstadRail, elle est, depuis 2010, desservie par la ligne E du métro de Rotterdam.

## Situation sur le réseau

Plan du métro.

Établie sur un remblai, la station Berkel-Westpolder, est située sur la ligne E du métro de Rotterdam, entre la station Pijnacker-Sud, en direction du terminus nord La Haye-Centrale, et la station Rodenrijs, en direction du terminus sud Slinge,.
Elle dispose des deux voies de la ligne encadrées par deux quais latéraux.

## Histoire
La station Berkel-Westpolder est mise en service le 19 décembre 2008, sur la ligne en service du  projet RandstadRail, de gare de Rotterdam Hofplein (nl) à Nootdorp. Elle est reliée au réseau du métro de Rotterdam le 17 août 2010, lors de l'ouverture du tunnel entre Melanchtonweg et Rotterdam-Centrale qui permet à partir de 2011 la circulation des rames de la ligne E jusqu'au terminus Slinge.

## Services aux voyageurs

### Accès et accueil
La station est équipée d'automates pour l'achat ou la recharge de titre de transport. Elle dispose d'escaliers, escaliers mécaniques pour rejoindre les quais situés sur un remblais. Un ascenseur permet l'accessibilité des personnes à la mobilité réduite.

### Desserte
Berkel-Westpolder est desservie par les rames de la ligne E du métro

### Intermodalité
Elle est desservie par un arrêt de bus de la ligne 174 et des bus de nuit BOB de la ligne B10. Elle dispose d'un parc abrité pour les vélos et d'un parc relais P+R pour les véhicules.

Installations et desserte
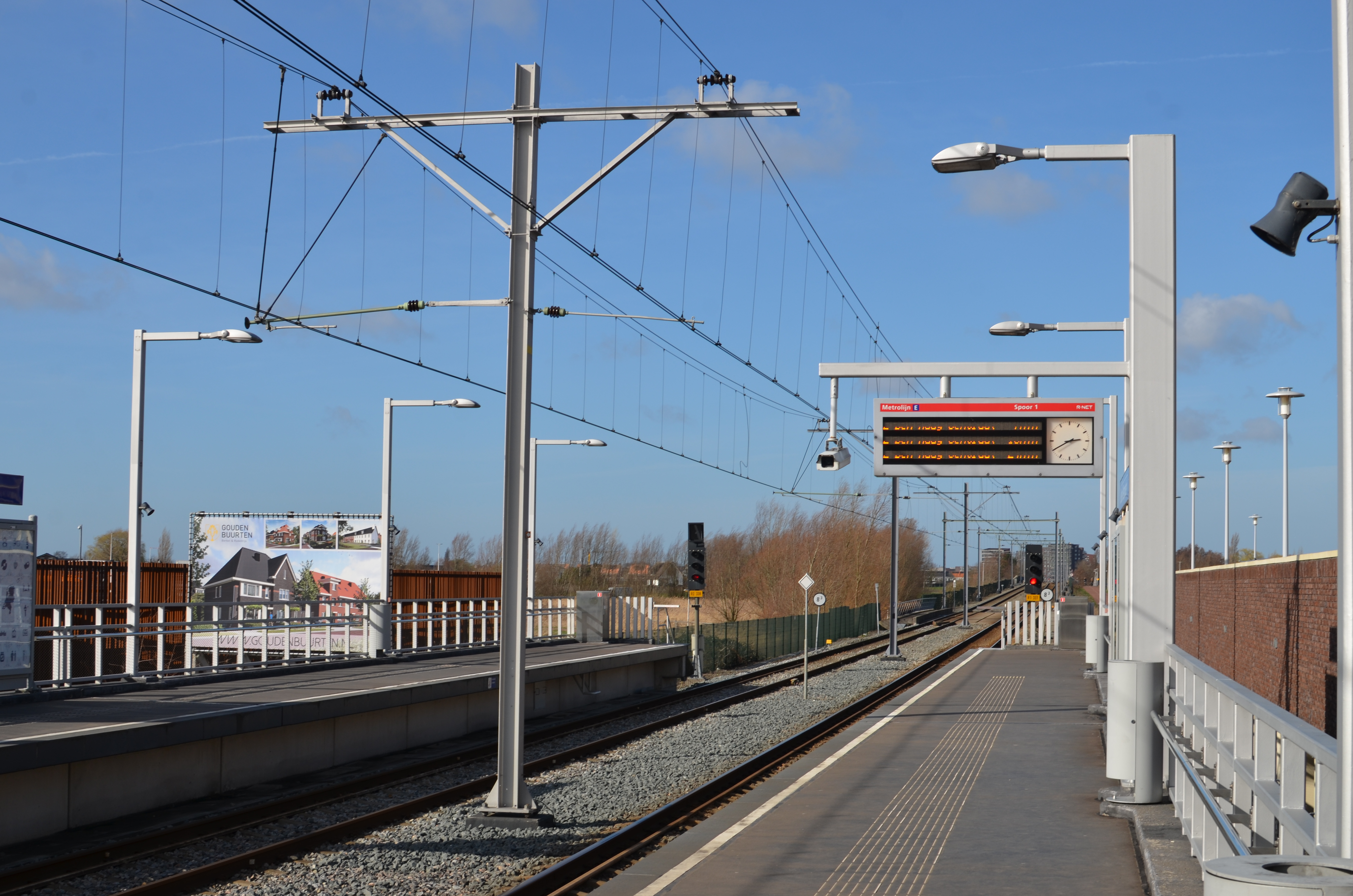
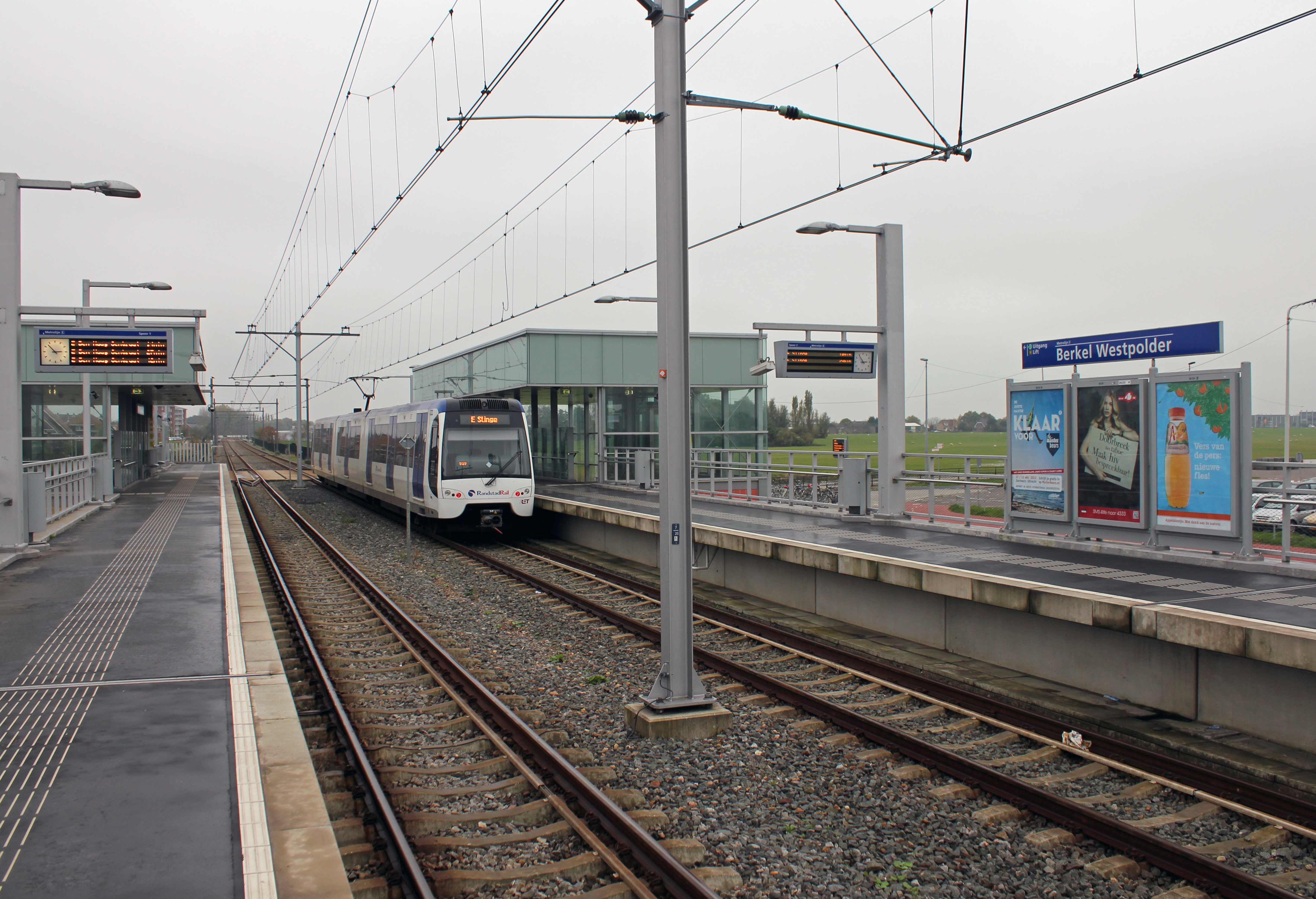
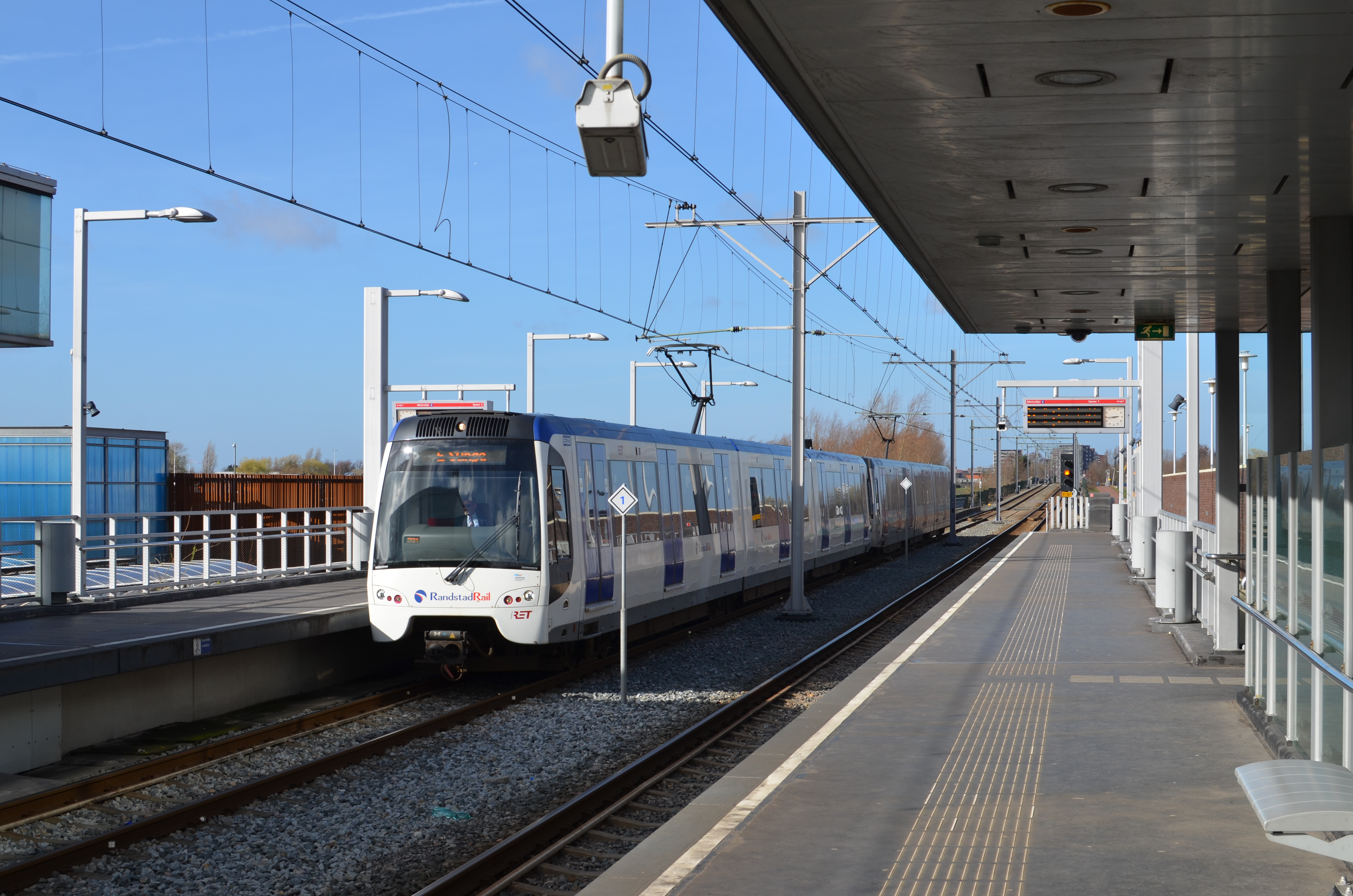